# Tour Novice
Albums de Alain Bashung
Osez Joséphine
(1991) Réservé aux Indiens
(1993)
Tour Novice est le titre du deuxième album live d'Alain Bashung, enregistré en public en 1987 et 1990, sorti en 1992.
En 2018, l'album est réédité avec un second disque d'inédits. L’édition de 1992 est plus centrée sur la prestation de 1990, qui suit l’album Novice (1989), avec 13 titres qui en sont issus, contre 5 issus de la prestation de 1987, qui suit l’album Passé le Rio Grande (1986).

## Liste des titres

### Tour Novice
| No  | Titre                      | Auteur                                         | Durée |
| --- | -------------------------- | ---------------------------------------------- | ----- |
| 1.  | Outrage                    | Alain Bashung, Jean Fauque                     | 1:55  |
| 2.  | Pyromanes                  | Boris Bergman/Alain Bashung                    | 3:16  |
| 3.  | Légère éclaircie           | Boris Bergman/Alain Bashung                    | 3:48  |
| 4.  | Elle fait l'avion          | Boris Bergman/Alain Bashung                    | 4:41  |
| 5.  | Bombez !                   | Jean Fauque/Alain Bashung                      | 3:59  |
| 6.  | Privé                      | Boris Bergman/Alain Bashung                    | 4:32  |
| 7.  | Trompé d'érection          | Alain Bashung, Serge Gainsbourg/Alain Bashung  | 2:12  |
| 8.  | J'envisage                 | Alain Bashung, Serge Gainsbourg/Alain Bashung  | 5:38  |
| 9.  | Scènes de manager          | Alain Bashung, Serge Gainsbourg/Alain Bashung  | 4:56  |
| 10. | Rebel                      | Boris Bergman/Alain Bashung                    | 4:21  |
| 11. | Alcaline                   | Boris Bergman/Alain Bashung                    | 4:57  |
| 12. | Imbécile                   | Boris Bergman/Alain Bashung                    | 3:30  |
| 13. | Lavabo                     | Alain Bashung, Serge Gainsbourg/Alain Bashung  | 2:55  |
| 14. | Reviens, va-t'en           | Boris Bergman/Alain Bashung                    | 3:10  |
| 15. | Douane Eddy                | Boris Bergman/Alain Bashung                    | 2:50  |
| 16. | C'est comment qu'on freine | Alain Bashung - Serge Gainsbourg/Alain Bashung | 2:58  |
| 17. | Les Européennes            | Alain Bashung, Didier Golemanas/Alain Bashung  | 3:47  |
| 18. | Chat                       | Boris Bergman/Alain Bashung                    | 2:49  |

### Inédits (2018)
| No  | Titre                            | Durée |
| --- | -------------------------------- | ----- |
| 1.  | Vertige de l'amour               | 3:04  |
| 2.  | Martine boude                    | 4:44  |
| 3.  | By Proxy                         | 5:52  |
| 4.  | Gaby oh Gaby                     | 4:27  |
| 5.  | Bijou, bijou                     | 4:03  |
| 6.  | Je fume pour oublier que tu bois | 5:05  |
| 7.  | Ça cache quek chose              | 3:20  |
| 8.  | Station service                  | 3:20  |
| 9.  | Toujours sur la ligne blanche    | 6:34  |
| 10. | Hey Gyp (21 octobre 1990)        | 7:53  |
| 11. | All Over Now (21 octobre 1990)   | 2:52  |

## Musiciens
Prestation de 1987 (pistes 12, 14, 15, 17 et 18) :
- François Causse : batterie
- Alain Bashung : guitare, chant
- Didier Batard : basse
- Michel Billès « Don Billiez » : percussions, saxophone
- Olivier Guindon : guitares
- Richard Mortier : guitares
- Vic Emerson : claviers

Prestation de 1990 (pistes 1 à 11, 13 et 16) :,
- Jean-My Truong : batterie
- Alain Bashung : guitare, chant, harmonica
- François Delage : basse
- Toxy : guitares
- Jean Cadic : guitares
- Jean-Pierre Pilot : claviers

## Production
- Photo pochette : Pierre Terrasson
- Photo intérieure : B. Bonnefoy
- Graphisme confié à Hart/Cholley
- Mixage : Djoum
- Studio : ICP Bruxelles